# مانامباتو
مانامباتو (به لاتین: Manambato) یک منطقهٔ مسکونی در ماداگاسکار است که در آمبیلوب واقع شده‌است. مانامباتو ۷٬۰۰۰ نفر جمعیت دارد و ۲۶۸ متر بالاتر از سطح دریا واقع شده‌است.